# Полозов, Константин Николаевич
Константин Николаевич Полозов (1914—1977) — советский военный. Участник Великой Отечественной войны. Герой Советского Союза (1945). Старший лейтенант.

## Биография
Константин Николаевич Полозов родился 13 (26) июня 1914 года в губернском городе Витебске Российской империи (ныне город — административный центр Витебской области Республики Беларусь) в рабочей семье. Русский. Вскоре после начала Первой мировой войны семья Полозовых переехала в город Опочку Псковской губернии. Здесь Константин Николаевич окончил среднюю школу. Затем учился в техникуме электрификации и механизации сельского хозяйства в Гдове.
В ряды Рабоче-крестьянской Красной Армии К. Н. Полозов был призван в 1936 году. Срочную службу нёс на Дальнем Востоке. В 1939 году окончил 2-е Владивостокское пулемётное училище Дальневосточного фронта в Комсомольске-на-Амуре. После окончания училища младший лейтенант К. Н. Полозов служил в Приморье в составе Дальневосточного фронта. В сентябре-октябре 1941 года на станции Раздольное из военнослужащих Приморского края была сформирована 415-я стрелковая дивизия. Младший лейтенант К. Н. Полозов был назначен командиром стрелковой роты её 1323-го стрелкового полка. 9 ноября 1941 года дивизия прибыла под Серпухов и заняла позиции на Можайской линии обороны в составе 49-й армии Западного фронта. Боевое крещение Константин Николаевич принял в боях против подразделений 13-го армейского корпуса вермахта, в ходе которых немецкое наступление на серпуховском направлении было остановлено. В ходе советского контрнаступления под Москвой младший лейтенант К. Н. Полозов участвовал в Тульской и Калужской операциях. 31 декабря 1943 года 415-я стрелковая дивизия была передана 43-й армии. В ходе её наступления под Сухиничами 17 января 1941 года Константин Николаевич был тяжело ранен и эвакуирован в госпиталь.
После выздоровления К. Н. Полозов получил звание лейтенанта и 24 апреля 1942 года прибыл на Западный фронт в 328-ю стрелковую дивизию, которая через месяц была преобразована в 31-ю гвардейскую. В её составе лейтенант К. Н. Полозов занимал должность командира 1-й стрелковой роты 99-го гвардейского стрелкового полка. Летом 1942 года дивизия в составе 5-й армии участвовала в наступлении на жиздринском направлении, в ходе которого рота лейтенанта Полозова отличилась при освобождении деревни Котовичи (Людиновский район Калужской области). На подступах к Котовичам рота смелым манёвром захватила господствующую высоту 228,6, уничтожив 30 немецких солдат и ещё 17 немцев взяв в плен, после чего очистила от противника почти всю деревню. 7 июля 1942 года в бою за деревню Дмитровка (Людиновский район Калужской области) Константин Николаевич вновь получил тяжёлое ранение.
После госпиталя Константин Николаевич оказался в 31-й мотострелковой бригаде 17-го танкового корпуса, вместе с которой в конце декабря 1942 года убыл на Юго-Западный фронт. 6 января 1943 года бригада, в которую был направлен лейтенант Полозов, была преобразована в 3-ю гвардейскую мотострелковую бригаду 4-го гвардейского танкового корпуса, и Константин Николаевич был назначен командиром стрелковой роты её 1-го мотострелкового батальона. На Юго-Западном фронте гвардии лейтенант Полозов участвовал в Миллерово-Ворошиловградской наступательной операции (операция «Скачок»). После её завершения 4-й гвардейский танковый корпус был выведен в Степной военный округ в резерв Верховного Главнокомандования и начал подготовку к Курской битве. Накануне сражения на Курской дуге Константину Николаевичу было присвоено очередное воинское звание — старший лейтенант.
В ходе Курской битвы 4-й гвардейский танковый корпус был введён в бой 9 июля 1943 года в полосе 27-й армии Воронежского фронта. В августе 1943 года корпус участвовал в Белгородско-Харьковской операции, во время которой рота старшего лейтенанта К. Н. Полозова отразила контратаку противника у села Ямное (Великописаревский район Сумской области). Затем рота Полозова отличилась в ходе Сумско-Прилукской операции, уничтожив при отражении контратаки противника у села Шаболтаево (Ахтырский район Сумской области) до 20 немецких солдат.
В ходе Битвы за Днепр старший лейтенант К. Н. Полозов был переведён на должность командира 1-й стрелковой роты 2-го стрелкового батальона в 69-ю механизированную бригаду 9-го механизированного корпуса 3-й гвардейской танковой армии, которая попала под удар немецкой авиации и понесла большие потери. В боях на Букринском плацдарме в октябре 1943 года Константин Николаевич был тяжело контужен и эвакуирован в госпиталь. В свою часть, воевавшую на 1-м Украинском фронте, он вернулся только в феврале 1944 года. Весной 1944 года он участвовал в Проскуровско-Черновицкой операции. В конце марта из-за распутицы 3-я гвардейская танковая армия была выведена в резерв фронта, где находилась до июля 1944 года.
13 июля 1944 года началась Львовско-Сандомирская операция, а 15 июля 1944 года 3-я гвардейская танковая армия была брошена в прорыв в полосе 60-й армии. Рота старшего лейтенанта Полозова в тот же день перерезала шоссе Сасов-Золочев и в ходе боя овладела селом Елиховицы. Противник в этом бою потерял более 30 человек убитыми. Развивая наступление, рота 17 июля 1944 года освободила село Козлув, уничтожив 16 солдат противника и ещё 4 взяв в плен.
Обойдя Львов с севера, 27 июля 1944 года подразделения 9-го механизированного корпуса вышли на подступы к городу Самбор. Рота старшего лейтенанта Полозова наступала с северо-востока вдоль железной дороги. На этом направлении немцы оборудовали три пулемётные огневые точки и сконцентрировали до 400 солдат. Неожиданным для немцев манёвром Полозов вывел свою роту во фланг противнику и стремительным ударом выбил его с занимаемых позиций. В результате боя немцы потеряли 73 человека убитыми и три станковых пулемёта. Опомнившись, немцы предприняли три контратаки, но вынуждены были отступить, потеряв в общей сложности ещё 49 человек. Преследуя отступающего противника, рота старшего лейтенанта Полозова первой вышла на окраину Самбора. За отличие в Львовско-Сандомирской операции старшему лейтенанту Полозову Константину Николаевичу было присвоено звание Героя Советского Союза указом Президиума Верховного Совета СССР от 10 апреля 1945 года.
После взятия Самбора рота старшего лейтенанта К. Н. Полозова продолжила геройствовать при освобождении Западной Украины. 4 августа 1944 года в бою за населённый пункт Падыв рота отразила три контратаки противника, уничтожив 67 военнослужащих вермахта и три огневые точки, после чего сама пошла в атаку и освободила село. В боях за населённый пункт Куликув ротой было отбито две немецкие контратаки и уничтожено две огневые точки и 39 солдат и офицеров противника. До 7 сентября Константин Николаевич участвовал в боях на Сандомирском плацдарме, после чего 3-я гвардейская танковая армия была выведена в резерв для отдыха и пополнения. В январе 1945 года Константин Николаевич участвовал в Сандомирско-Силезской операции 1-го Украинского фронта, во время которой 21 января 1945 года он получил третье тяжёлое ранение в боях под Оппельном. На фронт он вернулся в марте 1945 года и в должности командира стрелковой роты 1-го мотострелкового батальона принял участие в Берлинской операции. 20 апреля 1945 года его рота первой форсировала Нотте-канал и уничтожила до 50 немецких солдат и офицеров и 37 взяла в плен. Во время боя Константин Николаевич был контужен, но продолжал командовать ротой до выполнения боевой задачи. Победу старший лейтенант К. Н. Полозов встретил в госпитале.
После окончания войны старший лейтенант К. Н. Полозов продолжил службу в армии в составе своего подразделения, вошедшего в группу советских войск в Германии. Однако вследствие резкого ухудшения здоровья 23 августа 1946 года он был уволен в запас. Константин Николаевич поселился в деревне Пустораменка Рамешковского района Калининской области. Когда позволило здоровье, начал работать в колхозе «Победа». В начале 50-х годов К. Н. Полозова пригласили работать бригадиром в совхоз «Медновский» и он с семьёй переехал в село Медное, где проживал до выхода на пенсию по состоянию здоровья в 1969 году. Последние годы жизни Константин Николаевич провёл в деревне Буявино. 10 сентября 1977 года он погиб. Похоронен в селе Медное Тверской области.

## Награды
- Медаль «Золотая Звезда» (10.04.1945);
- орден Ленина (10.04.1945);
- два ордена Красного Знамени (28.08.1942[6]; 12.05.1945);
- орден Отечественной войны 1 степени (29.10.1943);
- орден Красной Звезды (22.07.1944);
- медали.

## Документы
- Общедоступный электронный банк документов «Подвиг Народа в Великой Отечественной войне 1941—1945 гг.» Дата обращения: 9 июля 2012. Архивировано из оригинала 13 марта 2012 года.

 : Представление к званию Героя Советского Союза. Дата обращения: 24 ноября 2015. Архивировано 7 октября 2012 года.
Орден Красного Знамени (28.08.1942). Дата обращения: 9 июля 2012. Архивировано 7 октября 2012 года.
Орден Отечественной войны 1-й степени. Дата обращения: 9 июля 2012. Архивировано 7 октября 2012 года.
Орден Красной Звезды. Дата обращения: 9 июля 2012. Архивировано 7 октября 2012 года.
Орден Красного Знамени (12.05.1945). Дата обращения: 9 июля 2012. Архивировано 7 октября 2012 года.
- Обобщенный банк данных «Мемориал». Дата обращения: 9 июля 2012. Архивировано из оригинала 10 мая 2012 года.

ЦАМО, ф. 33, оп. 11458, д. 809. Дата обращения: 9 июля 2012. Архивировано 7 октября 2012 года.
ЦАМО, ф. 58, оп. 818883, д. 132. Дата обращения: 9 июля 2012. Архивировано 7 октября 2012 года.
ЦАМО, ф. 58, оп. 818883, д. 30. Дата обращения: 9 июля 2012. Архивировано 7 октября 2012 года.
ЦАМО, ф. 58, оп. 818883, д. 894. Дата обращения: 9 июля 2012. Архивировано 7 октября 2012 года.
ЦАМО, ф. 33, оп. 563787, д. 6. Дата обращения: 9 июля 2012. Архивировано 7 октября 2012 года.
ЦАМО, ф. 33, оп. 11458, д. 642. Дата обращения: 9 июля 2012. Архивировано 7 октября 2012 года.